# 13059 Ducuroir
13059 Ducuroir (1991 BD1) là một tiểu hành tinh vành đai chính được phát hiện ngày 18 tháng 1 năm 1991 bởi E. W. Elst ở Đài thiên văn Haute-Provence.